# Isabel de Guevara
Isabel de Guevara (bl. 1530 bis nach 1556) war eine der wenigen europäischen Frauen, die das Angebot der spanischen Krone annahmen, sich der ersten Welle der Eroberung und Besiedlung der Neuen Welt den Konquistadoren anzuschließen. Die von ihr überlieferten Briefe sind ein seltenes Zeugnis der Präsenz und des Beitrags von Frauen und zeichnen eines der ausführlichsten und nachhaltigsten Porträts der Gefahren des frühen kolonialen Lebens in Südamerika.

## Leben
Guevara segelte 1535 auf der ersten Reise von Pedro de Mendoza und mit einer Gruppe von 1.500 Kolonisten, darunter zwanzig Frauen, in die Region des Río de la Plata im heutigen Argentinien. Dabei erlitt sie ihren Aussagen gemäß „alle Unannehmlichkeiten und Gefahren der Eroberung“. Innerhalb von drei Monaten nach ihrer Ankunft schätzte Isabel de Guevara, dass aufgrund von feindseligen Eingeborenen, Hunger und Entbehrungen rund 1.000 der Siedler, die mit ihr in der Neuen Welt angekommen waren, an Hunger gestorben waren.
In einem ihrer frühesten Briefe beschrieb de Guevara, dass man 160 Kolonisten zur Verteidigung zurückließ, während „400 Männer und einige Pferde“ (und offenkundig auch Frauen wie sie selbst) zu einem neuen Fort Corpus Christi vorausgingen. Fast die Hälfte der Männer starb auf der Mission. De Guevara überlebte und beschrieb ihre Gefährten als „sehr verwelkt, ihre Zähne und Lippen schwarz, sie sahen mehr wie Tote als wie Lebende aus“.
Im Jahr 1556 war de Guevara seit 22 Jahren in Amerika. Sie hatte ihren Bruder oder ihren Vater verloren (die Aufzeichnungen sind unklar) und war ohne Familie. Sie verließ Buenos Aires, als die dortige Festung aufgegeben wurde, um die gefährliche 1.300 km lange Reise den Río Paraná hinauf nach Asunción, der heutigen Hauptstadt Paraguays, zu machen. 1542 ging sie dort eine arrangierte Ehe mit Pedro de Esquivel ein, einem Kastilier, der später während der internen politischen Kriege hingerichtet wurde.
In einem Brief, den sie 1556 an Prinzessin Johanna von Spanien, der Schwester Philipp II., schrieb, die dem Consejo de Indias vorstand, argumentierte Isabel de Guevara, dass der Beitrag und die Arbeit der Frauen auch diese zu einer Zuteilung von Land und indigenen Sklaven berechtigte. Sie schrieb, dass diese Rechte den Frauen einschließlich ziviler oder auch militärischer Aufgaben zugesprochen werden sollten, da der Hunger die männlichen Kolonisten dazu gebracht hatte „in Schwäche zu verfallen“ und „die gesamte Arbeit den Frauen überlassen wurde“.

## Nachleben
Judy Chicago widmete ihr eine Inschrift auf den dreieckigen Bodenfliesen des Heritage Floor ihrer 1974 bis 1979 entstandenen Installation The Dinner Party. Die mit dem Namen Isabel de Guevara beschrifteten Porzellanfliesen sind dem Platz mit dem Gedeck für Sacajawea zugeordnet.